# Astochia africana
Astochia africana là một loài ruồi trong họ Asilidae. Astochia africana được Ricardo miêu tả năm 1919. Loài này phân bố ở vùng nhiệt đới châu Phi.